# HMS Dreadnought (1906)
Den sjette HMS Dreadnought i Royal Navy var et slagskib, der revolutionerede det sømilitære styrkeforhold, da den kom i tjeneste i 1906. Dreadnought stod for et så markant fremskridt i sømilitær teknologi, at dens navn blev synonymt med en hel generation af slagskibe, "dreadnoughts", samtidig med, at de skibe, den gjorde forældede, blev betegnet som før-dreadnoughts (engelsk: pre-dreadnoughts). Det engelske ord "Dreadnought" kan oversættes til "Frygt intet".
Dreadnought var det første slagskib i sin tidsalder med store kanoner, der alle havde samme kaliber, frem for den hidtidige praksis med nogle få svære kanoner og et antal mindre kraftige. Den var også det første større krigsskib med dampturbiner, og var det hurtigste slagskib i verden, da den indgik i Royal Navy.
Bygningen af den satte gang i et omfattende flådekapløb, idet alle de store flådemagter, især Det Tyske Kejserrige, kastede sig ud i byggeprojekter for tilsvarende skibe. Våbenkapløbet fortsatte helt frem til 1. verdenskrig.

## Baggrunden
Slagskibe havde på den tid typisk fire store kanoner, opstillet i et dobbelttårn for og agter, samt et antal mellemsvære og lette kanoner placeret langs skibssiden, ofte i pansrede tårne eller i kasematter. Denne bevæbning gav adskillige ulemper: Kanonerne langs siden kunne kun skyde til deres egen side, hvorimod kanoner langs centerlinjen kunne skyde til begge sider. De mange åbninger til kanonerne i kasematter udgjorde en risiko for indtrængning af vand i hårdt vejr. Desuden havde hver kanonstørrelse sin egen ballistiske profil, hvilket gjorde skydningen kompliceret, især når man skulle holde øje med granaternes nedslag på havoverfladen. Enten skulle de lettere kanoner vente på, at de langsomme svære kanoner blev affyret og observeret, og så mistede de fordelen ved deres skudhastighed, eller også skød alle på samme tid, hvilket gav stor usikkerhed omkring afstandsmålingen og indstillingen af sigtet.
I 1884 opfandt Charles Parsons dampturbinen, og dermed blev det muligt at øge skibenes hastighed væsentligt. Han demonstrerede det med en selvbestaltet opvisning af sit 34 knob hurtige skib Turbinia ved flådeparaden i Spithead i 1897. Efter flere afprøvninger, og efter at der var bygget to turbinedrevne destroyere, Viper og Cobra, bestemte Royal Navy i 1905, at man for fremtiden ville satse på dampturbiner.

### "Kun store kanoner"
Ideen om krigsskibe udelukkende med store kanoner, der kunne affyres på lang afstand, synes at være opstået på baggrund af truslen fra torpedoen, der efterhånden var blevet et effektivt våben også på mellemlange distancer. Den italienske skibskonstruktør Vittorio Cuniberti præsenterede første gang konceptet om et slagskib, udelukkende med kraftige kanoner i 1903 (selv om den britiske admiral Jacky Fisher påstod, at han havde fået ideen i år 1900). Da den italienske marine ikke ønskede at gøre brug af hans ideer, skrev Cuniberti en artikel til Jane's Fighting Ships, og redegjorde for sit koncept. Han foreslog et "ideelt" fremtidigt british slagskib på 17.000 tons, med et bestykning på 12 styk 30,5 cm kanoner, med 305 mm panser og med en hastighed på 24 knob.

#### Udviklingen i Japan 1904–1905
Den Russisk-Japanske krig i 1904-1905 leverede operationelle erfaringer, der kunne underbygge ideen. Den russiske flåde blev afgørende slået i søslagene under krigen, specielt i slaget ved Tushima i maj 1905. Den japanske flåde rådede over moderne slagskibe, fortrinsvist designet af britiske konstruktører. Begivenhederne i søslagene bekræftede over for omverdenen, at kun de største kanoner var effektive i søkrigsførelsen. I designet af slagskibe havde der været en tendens til, at de sekundære kanoner blev større, og det gjorde observationen af granatnedslag sværere, når man skulle skelne mellem de primære og de sekundære kanoner. Slaget ved Tsushima gjorde det klart, at de store kanoner gjorde langt mere skade end de mellemsvære. I tilgift viste slaget, at det var muligt at kæmpe på større afstande end de cirka 11 km, der var den typiske rækkevidde for de sekundære kanoner. Både i USA, Japan og England indså man betydningen af disse erfaringer, og man begyndte at udvikle designs for skibe, der udelukkende havde svære kanoner. I slaget ved Tsushima havde Royal Navy fået lov til at sende observatører med om bord på de japanske skibe. Deres rapporter om slaget blev sendt til Admiralitetet i London, og de indgik i det beslutningsgrundlag, der førte til bestillingen af Dreadnought i oktober 1905.
Den japanske flådes Satsuma var det første slagskib i verden, der blev designet (1904) og påbegyndt (15. maj 1905) som et slagskib kun med store kanoner, fem måneder før Dreadnought. Men på grund af mangel på kanoner måtte japanerne nøjes med 4 styk 30,5 cm plus et antal knapt så kraftige, i stedet for de 12 styk 30,5 cm, der var planlagt.

#### Udviklingen i USA
I USA blev der også arbejdet med planer om skibe med ensartede store kanoner, blandt andet inspireret af søofficeren William Sims. Der fremkom et design for de to slagskibe af South Carolina klassen, og det blev fremsendt til Kongressen i 1904. De amerikanske politikere havde ikke travlt. Skibene blev bevilget i foråret 1905, men de blev ikke påbegundt før i efteråret 1906, da Dreadnought næsten var færdig. South Carolina-klassen havde alle deres kanontårne på centerlinjen, og de undgik dermed de side-tårne, briterne havde valgt. I modsætning til Dreadnought brugte de traditionelle tre-gangsmaskiner i stedet for de nyere og kraftigere dampturbiner.

#### Udviklingen i Storbritannien
Det blev Storbritannien, hvor admiral Fisher blev flådechef i 1904, der tog føringen. Fishers designkomite, der blev nedsat i december 1904, havde blandt andet chefen for flådens konstruktionsafdeling og andre af flådens ledere som medlemmer. Fra denne komite udsprang designet for Dreadnought. For at få de skibe, han ville have, var Fisher nødt til også at få dem til at virke finansielt attraktive, og det gjorde han ved at påstå, at de ville blive billigere at bygge og at anvende end de eksisterende skibe i flåden. Dreadnought blev køllagt og bygget i hidtil uhørt tempo på det kongelige skibsværft i Portsmouth. Den blev påbegyndt 2. oktober 1905, og var færdig bare 14 måneder senere i december 1906 (I følge Conway's, blev en værftsprøve i oktober 1906 af publicity-grunde udråbt som om skibet var færdigt, og derved kunne man officielt fremføre den ofte citerede påstand, at skibet var blevet bygget på ét år og én dag,). Fisher gik oprindeligt ind for, at Royal Navy skulle være baseret på ubåde og hurtige torpedobåde, men han neddæmpede senere disse ret revolutionære ideer, og fremførte i stedet en vision om hurtige slagkrydsere med store kanoner, med både skudkraft og fart nok til at kæmpe mod slagskibe og krydsere, selv om de havde noget mindre panser end slagskibene. Fisher mente, at fart var et bedre forsvar end panser. Selv om ideen om slagkrydsere blev populær i årene frem mod 1. verdenskrig, blev Fisher alligevel tvunget af Admiralitetet til at opbygge en flåde, der primært bestod af slagskibe af dreadnought-typen.

## Teknologien
Konceptet var simpelt, og det havde været under overvejelse blandt de sømilitære planlæggere i nogle år. Dreadnought skulle anvende dampturbiner i stedet for de gamle tre-gangsmaskiner, der havde været brugt i næsten alle de foregående skibe, og dermed skulle den kunne nå op 21 knob. Med den fart kunne den løbe fra alle eksisterende slagskibe med samme ildkraft, og den havde mere skudkraft end alle de skibe, der var hurtigere. Undervandsbåde bekymrede man sig ikke om på det tidspunkt. Da den var beskyttet mod mindre skibe, behøvede man ikke det mellemsvære skyts langs skibssiden, og fik derfor plads til kanontårnene til de store kanoner. Til beskyttelse mod små hurtige skibe som destroyere og torpedobåde blev der opstillet et antal lette, hurtigtskydende kanoner, i åbne affutager med stort skudfelt.
Dreadnought havde fem dobbelttårne. Tre af tårnene var anbragt langs skibets centerlinje, med et forude (A-tårnet) og to agterude (X & Y-tårnet). Desuden var der to sidetårne (P & Q-tårnet) anbragt på hver sin side af broen, med et skudfelt, der kun omfattede deres egen side af skibet. Man havde fravalgt at placere alle tårne på centerlinjen, fordi de der var frygt for, at tårnene så ville komme til at stå så tæt sammen, at de kunne beskadige hinanden, når kanonerne blev affyret. Denne frygt viste sig nu senere at være ubegrundet. Dreadnought kunne affyre en bredside på otte kanoner, og kunne affyre otte kanoner agterud og seks kanoner forud, men der var en del begrænsninger i skudfelterne. Kanonernes opstilling i Dreadnought betød, at skibet aldrig kunne rette alle ti svære kanoner mod ét mål. På skibets konstruktionstidspunkt havde Jacky Fisher fået gennemført, at skydning for- og agterud skulle betragtes som vigtigere end bredsiden, og dette koncept blev også brugt i designet af slagkrydserne og i de efterfølgende skibsprojekter.
I de senere britiske slagskibe, fra og med de såkaldte "superdreadnoughts" af Orion-klassen, brugte man en etageopstilling, hvor tårnene var hævet over hinanden, og alle var placeret på centerlinjen. Der blev også installeret flere lette kanoner, ikke til offensivt brug, men til forsvar mod destroyerne, der i disse år blev stadig større og farligere.
De skibe, Dreadnought kunne forvente at møde i kamp, kunne kun mønstre fire kanoner af tilsvarende størrelse, samt en del kanoner med kortere rækkevidde. Opgaven for Dreadnought var at indlede kampen, når dens egne kanoner var inden for skudvidde, og derefter holde sig uden for de mindre kanoners rækkevidde. På den måde ville den have langt mere effektiv skudkraft end de ældre slagskibe.
Brugen af samme kanontype gjorde det langt nemmere at justere skydningen. Da alle kanonerne havde samme ballistiske egenskaber, ville granaterne fra en skudsalve lande samtidigt i et mønster omkring målet. Hvis nedslagene kunne ses til venstre eller højre for målet (eller for kort eller langt), kunne man justere den næste salve for at få et bedre resultat. På skibe med blandet kanonarmering var dette en langt sværere proces, fordi nedslagene kom på forskellige tidspunkter, og man ikke rigtig kunne være sikker på, hvilke kanoner nedslagene stammede fra.
Dreadnought var et af de første skibe i Royal Navy, der fik instrumenter, som via el-ledninger kunne transmittere oplysninger om afstand og skudvinkel til kanontårnene, så man ikke længere var afhængige af de taletragter og rør, der havde vist sig at være ineffektive i kamp. Ildledningsudstyret bestod af det nævnte transmissionsudstyr til tårnene, samt en urskive, der løbende viste afstanden mellem Dreadnought, og det skib, man sigtede på. Disse instrumenter var anbragt i transmissions-stationen ("T/S" i Royal Navy sprog), og den befandt sig i hjertet af skibet, godt gemt bag panser. 
Transmissions-stationen var via et kraftigt, pansret talerør forbundet med en udkigspost i masten, hvor der var anbragt en dumaresq, der målte fjendens bevægelse i forhold til eget skib, og en afstandsmåler, og hvorfra man kunne råbe afstand og korrektioner til skydningen ned til transmissionsstationen. Efter sit første togt fik Dreadnought talerøret skiftet ud med elkabler fra udkigsposten til transmissionsstationen. Afstandsmåleren var af en ny type, der havde en diameter på 2,7 m i stedet for standardmåleren på 1,4 m, som blev brugt i næsten alle andre skibe. Den større diameter gjorde det muligt at lave bedre afstandsberegninger, når der skulle skydes på lang afstand.
En anden vigtig fornyelse var elimineringen af passager i skibets længderetning under dæk. Selv om dørene mellem de vandtætte afsnit altid var lukkede under kamp, udgjorde de alligevel en strukturel svaghed i skibet, hvilket også havde vist sig i forbindelse med kolissioner.
Sejlskibene blev styret fra agterdækket, og skibenes officerer var derfor huset i agterskibet. I dampskibene styrede man fra broen, højt placeret i den forreste fjerdedel eller tredjedel af skibet, men i mange år fortsatte man med det gamle system for indkvartering. I Dreadnought byttede man endelig om på placeringen, og anbragte officererne i forskibet og den øvrige besætning agter, så de var tættere ved deres kamppladser.

## Byggeriet og de første år
Fisher var så overbevist om, at det nye skib ville blive blive bygget, at han gav ordre til, at der blev oplagret stål, selv om der ikke var en ledig dok til det. Det viste sig at være et heldigt sammenfald, for i den periode, hvor man samlede stål sammen, udviklede skibskonstruktørerne en ny skrogfacon, der gav mindre modstand i vandet. Fisher, der var godt tilfreds med skibets planlagte fart på 21 knob, brugte den reducerede modstand til at øge pansringen frem for at øge farten. Det endelige design omfattede 280 mm panser på siderne og i kanontårnene, hvilket var omkring 76 mm mere end i de første planer et år tidligere. Byggeriet kom i gang i oktober 1905, og Dreadnought blev søsat, og blev navngivet af kong Edvard 7. den 10. februar 1906, kun fire måneder efter køllægningen. Den stod officielt til søs den 3. oktober 1906, blot et år og en dag efter påbegyndelsen, men det var som tidligere omtalt ren propaganda. En anden måde at forkorte byggeperioden på, havde været at overtage kanontårnene fra de to Lord Nelson-klasse slagskibe, der var blevet påbegyndt tidligere i 1905. Den korte byggetid for Dreadnought virkede næsten lige så skræmmende på andre flådemagter som skibets tekniske formåen.
Dreadnought indgik reelt i tjeneste i december 1906 og i januar 1907 begyndte den et længere prøvetogt, der gik til Middelhavet og derefter til Trinidad i Karibien. Undervejs blev både kanoner og maskineri flittigt afprøvet. Skibets chef rapporterede efter togtet: "Intet medlem af designkomiteen turde håbe på, at alle nyskabelserne i skibet ville virke så godt, som de faktisk gjorde." Ved hjemkomsten til Portsmouth blev Dreadnought flagskib for Hjemmeflåden (Home Fleet) fra 1907 til 1912. Det indebar, at den mest optrådte i hjemlige farvande.
Byggeriet, prøveturen og den første tjenestid blev overvåget tæt af verdens flådemagter. Den design var så afgørende bedre end tidligere slagskibe, at alle senere slagskibe blev omtalt som "dreadnoughts", mens de foregående skibe blev reduceret til "før-dreadnoughts". Dens tid som enerådende blev imidlertid kort. Dreadnought skulle blandt andet vise andre nationer, at det var formålsløst at forsøge at konkurrere med Royal Navy, men briterne undervurderede den tyske flådes ønske om at opnå sømilitær balance. Bygningen af den blev startskuddet til et nyt maritimt våbenkapløb, og snart efter var alle større flådemagter i gang med at bygge slagskibe af dreadnought-typen. Før Dreadnought var færdig, havde Storbritannien et forspring i første klasses slagskibe på 25 til det næststærkeste land, derefter var forspringet pludselig kun på én.
Dreadnought blev hurtigt fulgt af ni næsten identiske skibe. I Bellerophon-klassen kom der flere forbedringer i designet, især en kraftigere sekundær bevæbning. Så fulgte St. Vincent-, Neptune og Colossus-klasserne. Neptune og Colossus-klassen havde kanonerne i siden anbragt forskudt, med skudfelt til begge sider, og de fik hævet det næstagterste kanontårn for at få bedre skudfelt agterud. På den måde fik de en fuld bredside på ti kanoner, lige som de samtidige amerikanske dreadnnoughts af Florida-klassen, der havde alle deres kanoner på centerlinjen. I Tyskland byggede man i de år Kaiser-klassen, der holdt fast ved sidetårnene, og dermed nøjedes med en bredside på otte kanoner.

## Tjeneste
I årene 1907–1912 fungerede Dreadnought som nævnt som flagskib for Royal Navy's Home Fleet. I 1910 blev den genstand for en meget omtalt practical joke, idet den kendte spasmager Horace de Vere Cole fik bildt Royal Navy ind, at medlemmer af den Abessinske kejserfamilie ønskede en rundvisning på skibet. I virkeligheden var de "Abessinske kongelige" nogle af Cole's venner med sværtede ansigter og forklædning, herimellem den unge Virginia Woolf og nogle af hendes venner fra Bloomsbury. Nummeret fik fyldig presseomtale og blev kendt som Dreadnought-svindelen. Cole havde valgt Dreadnought, fordi den på det tidspunkt var det kendteste og mest synlige symbol på britisk flådemagt.
I 1910 blev HMS Orion påbegyndt som den første af en serie "super-dreadnoughts" med 34,3 cm kanoner. Disse skibe havde meget mere skudkraft end de første dreadnoughts med 30,5 cm kanoner, og de overtog deres pladser både prestigemæssigt og i militær betydning. De nye "super-dreadnoughts" havde samme fart som de ældre dreadnoughts (21 knob), og disse havde derfor ingen problemer med at holde deres pladser i kampformationer sammen med de nye skibe.
Sammenlignet med senere slagskibe, var Dreadnought dårligt beskyttet mod torpedo-angreb. Dens artilleribeskyttelse mod destroyere bestod af 76 mm kanoner. Placeringen af kanonerne blev ændret efter erfaringerne fra prøvetogtet, og endte med at være 14 kanoner anbragt på overbygningen og 10 kanoner anbragt i par oven på de fem kanontårne. Selv i 1906 anså man disse kanoner for at være utilstrækkelige til at kunne nedkæmpe de nyeste destroyere, så alle senere britiske dreadnoughts fik derfor i stedet et sekundært batteri med kanoner, der var 10,2 cm eller kraftigere. Lige som alle andre store krigsskibe på den tid, var Dreadnought forsynet med torpedo-net, men de blev droppet tidligt i 1. verdenskrig, fordi de medførte væsentlig nedsat fart, når de blev brugt, og fordi de ikke ydede beskyttelse mod de nye torpedoer med netklippere.
Ved udbruddet af 1. verdenskrig var Dreadnought flagskib for den 4. slagskibseskadre i Nordsøen, med base i Scapa Flow. Ironisk nok for et skib, der var konstrueret til at kæmpe mod fjendtlige slagskibe, bestod dens eneste væsentlige indsats i krigen i at vædre og sænke den tyske ubåd U-29, der blev ført af kaptajnløjtnant Otto Weddigen, den 18. marts 1915. Dreadnought blev på den måde det eneste slagskib, der har sænket en undervandsbåd. Den var på værft til eftersyn tidligt i 1916, og fra maj 1916 gjorde den tjeneste som flagskib for 3. slagskibseskadre, med base i Sheerness ved Themsen, som en del af den styrke, der skulle modgå truslen om bombardementer af kysten fra tyske slagkrydsere. Derfor var den ikke med ved Jyllandsslaget, der var Royal Navy's vigtigste søslag i krigen. Den vendte tilbage til Grand Fleet i marts 1918, og fik på ny rollen som flagskib for 4. slagskibseskadre, men allerede i juli blev den trukket tilbage fra aktiv tjeneste. Den var lige som de fleste af de andre ældre slagskibe i dårlig stand efter at have patruljeret konstant i Nordsøen, og i februar 1919 blev den overført til reserven i Rosyth. Dreadnought blev sat til salg 31. marts 1920, og blev solgt til ophugning til T.W. Ward & Company den 9. maj 1921 for £44.000. Den blev ophugget på Ward's nye anlæg i Inverkeithing i Skotland, hvortil den ankom 2. januar 1923.

## Betydning
Da Storbritannien søsatte sin første atomdrevne undervandsbåd, markerede man dens betydning for Royal Navy ved at gøre den til den syvende HMS Dreadnought.

## Eksterne links (engelsksprogede)
- The Royal Navy's officielle Dreadnought side
- United States military history, om Dreadnought Arkiveret 27. juni 2014 hos  Wayback Machine
- Historien om skibet, med mange fotos
- Illustrerer det våbenkapløb, der blev sat i gang af Dreadnought
- En grundig guide til 30,5 cm kanonerne på Dreadnought
- Maritimequest HMS Dreadnought fotogalleri
- Et projekt til at genskabe Dreadnought Arkiveret 13. maj 2009 hos  Wayback Machine som CAD-model model, for at teste ildledelse. Computerskabte billeder på Dreadnought Model Arkiveret 10. maj 2009 hos  Wayback Machine

- Wikimedia Commons har flere filer relateret til HMS Dreadnought (1906)